# Юргамиський район
Юргами́ський район (рос. Юргамышский район) — адміністративна одиниця Курганської області Російської Федерації.
Адміністративний центр — селище міського типу Юргамиш.

## Населення
Населення району становить 19282 особи (2017; 20886 у 2010, 24666 у 2002).

## Адміністративно-територіальний поділ
На території району 1 міське поселення та 11 сільських поселень:
| Поселення                     | Площа, км² | Населення, осіб (2002) | Населення, осіб (2010) | Населення, осіб (2017) | Центр           | Населені пункти |
| ----------------------------- | ---------- | ---------------------- | ---------------------- | ---------------------- | --------------- | --------------- |
| Юргамиська селищна рада       | 25,45      | 9636                   | 9163                   | 8957                   | Юргамиш         | 5               |
| Вилкинська сільська рада      | 151,31     | 872                    | 633                    | 476                    | Вилкино         | 4               |
| Гагар'ївська сільська рада    | 172,50     | 986                    | 720                    | 637                    | Гагар'є         | 3               |
| Гороховська сільська рада     | 139,26     | 1415                   | 1162                   | 1034                   | Горохово        | 4               |
| Карасинська сільська рада     | 166,41     | 1172                   | 862                    | 762                    | Карасі          | 6               |
| Кислянська сільська рада      | 655,50     | 3379                   | 2837                   | 2605                   | Кислянське      | 15              |
| Кіпельська сільська рада      | 179,55     | 1472                   | 1324                   | 1205                   | Кіпель          | 5               |
| Красноуральська сільська рада | 171,10     | 1245                   | 973                    | 832                    | Красний Уралець | 3               |
| Островська сільська рада      | 380,00     | 942                    | 793                    | 716                    | Губерля         | 6               |
| Пісківська сільська рада      | 92,15      | 534                    | 371                    | 292                    | Піски           | 2               |
| Скоблінська сільська рада     | 250,78     | 1388                   | 1143                   | 944                    | Скобліно        | 5               |
| Чинеєвська сільська рада      | 202,56     | 1176                   | 905                    | 822                    | Чинеєво         | 7               |

20 вересня 2018 року була ліквідована Таловська сільська рада (територія приєднана до складу Скоблінської сільської ради). 4 грудня 2018 року були ліквідовані Малобілівська сільська рада та Фадюшинська сільська рада (території приєднані до складу Кислянської сільської ради).

## Найбільші населені пункти
| №  | Населений пункт | Населення, осіб (2002) | Населення, осіб (2010) |
| -- | --------------- | ---------------------- | ---------------------- |
| 1  | Юргамиш         | 7 944                  | 7 616                  |
| 2  | Новий Мир       | 1 401                  | 1 325                  |
| 3  | Горохово        | 1 264                  | 1 051                  |
| 4  | Кіпель          | 980                    | 939                    |
| 5  | Кислянське      | 994                    | 895                    |
| 6  | Красний Уралець | 862                    | 659                    |
| 7  | Карасі          | 795                    | 611                    |
| 8  | Гагар'є         | 709                    | 517                    |
| 9  | Вилкино         | 548                    | 442                    |
| 10 | Скобліно        | 448                    | 416                    |